# 上松範康
上松範康（1978年3月1日—），作曲家、編曲家，長野縣南安曇郡穗高町（現安曇野市）出身。妹妹上松美香為豎琴演奏者。

## 概要
- 音樂團體「Elements Garden」的主要人物，是許多歌手、動畫、遊戲的樂曲提供者，習慣使用弦樂器混曲。對作曲的方針是「全部A面曲」。上松範康同時也是妹妹上松美香的樂曲提供者。
- 在音樂團體「feel」組成前為專門學校的講師，與藤間仁、藤田淳平、菊田大介共事。後來與這些人成立「Elements Garden」。
- 負責水樹奈奈第12首單曲「ETERNAL BLAZE」而在Oricon拿下初登場第2名的紀錄。
- 而後在水樹奈奈的第19首單曲「深愛」擔任作曲，拿下Oricon單日第1名及週間第2名的紀錄。這首曲子的豎琴則是由上松美香負責演奏，並參與了PV的拍攝。
- 在電視動畫《戰姬絕唱SYMPHOGEAR》與金子彰史共同擔任原作。

## 提供樂曲的歌手
- 上松美香
- KAZCO
- KinKi Kids
- 清水愛
- 新谷良子
- 富田麻帆
- 千葉紗子
- 日向裕羅
- NANA
- YURIA
- Riryka
- 栗林美奈實
- 榊原由依
- 佐藤裕美
- 林原惠
- 飛蘭
- 茅原實里
- 水樹奈奈
- 田村由香里
- 宮野真守
- yozuca*
- 蒼井翔太
- 新田惠海

## 提供樂曲的動畫及遊戲作品
- Venus Versus Virus
- 拜託了雙子星
- カナリア 〜この想いを歌に乗せて〜
- 神樣中學生
- 女孩萬歲
- 喰靈―零―
- 你是主人我是僕
- 銀河天使
- 機動新撰組 萌之劍TV
- Green Green
- 聖槍修女
- こんな娘がいたら僕はもう…!!
- 首都高バトル0
- S·A特優生
- 初音島
- 魂響〜たまゆら〜
- Di Gi Charat
- Happiness!
- 光與水的女神
- PRINCESS WALTZ
- 舞-HiME
- 魔法少女奈葉
- 魔法少女奈葉A's
- 魔法少女奈葉StrikerS
- 獻上女神的祝福
- 水色
- 闇與帽子與書的旅人
- 圓盤皇女
- 鍊金三級魔法少女
- レコンキスタ
- ワイルドアームズ ザ フィフスヴァンガード
- ワイルドアームズ クロスファイア
- プリンセスうぃっちぃず
- 朱 -Aka-
- 白騎士物語系列
- 戰姬絕唱SYMPHOGEAR
- 幻想水滸伝ティアクライス
- 架向星空之橋
- 歌之王子殿下
- 諸神的惡作劇
- 蒼之彼方的四重奏
- 偶像大師 灰姑娘女孩 星光舞台
- 混沌之戒III
- BanG Dream!
- VISUAL PRISON 視覺監獄
- 閃電十一人 英雄們的勝利之路

## 负责作品
| 发售日   | 艺人 | 歌曲                                       | 担当           | 备注                                                                            |
| 2004年   | 2004年 | 2004年                                     | 2004年         | 2004年                                                                          |
| -------- | --- | ------------------------------------------ | -------------- | ------------------------------------------------------------------------------- |
| 1月21日  | 栗林美奈实 |                                            | 作曲/编曲      | 電視動畫《圣枪修女》片头曲                                                      |
| 4月7日   | 紫和泉子（桑谷夏子） |                                            | 作曲           | PC遊戲《D.C.P.K. 〜ダ・カーポーカー〜》角色歌                                   |
| 12月8日  | 水树奈奈 | Tears' Night                               | 作曲/编曲      | 水樹奈奈 4th專輯《ALIVE&KICKING》收錄曲                                         |
| 2005年   | |                                            |                |                                                                                 |
| 2月23日  | 佐藤裕美 | Photograph                                 | 作词/作曲/编曲 | 電視動畫《拜託了☆雙子星》印象曲                                                 |
| 10月19日 | 水树奈奈 | ETERNAL BLAZE                              | 作曲/编曲      | 電視動畫《魔法少女奈葉A's》片頭曲                                               |
| 2006年   | |                                            |                |                                                                                 |
| 1月18日  | 水树奈奈 | BRAVE PHOENIX                              | 作词/作曲/编曲 | 電視動畫《魔法少女奈葉A's》插曲                                                 |
| 2月23日  | NANA | Be_Natural                                 | 作曲           | PC遊戲《こんな娘がいたら僕はもう…!!》主題曲                                     |
| 5月3日   | 水树奈奈 | HYBRID UNIVERSE                            | 作曲/編曲      | 水树奈奈 5th專輯《HYBRID UNIVERSE》收錄曲                                       |
| 5月3日   | 水树奈奈 | ひとつだけ誓えるなら                       | 作曲/編曲      | 水树奈奈 5th專輯《HYBRID UNIVERSE》收錄曲                                       |
| 7月7日   | 片霧烈火 |                                            | 作詞/作曲      | PC遊戲《魂響》片頭曲                                                            |
| 7月7日   | 片霧烈火 | PC遊戲《魂響》插曲                         | 作詞/作曲      |                                                                                 |
| 11月15日 | 水树奈奈 | Justice to Believe                         | 作曲/编曲      | PS2遊戲《WILD ARMS the Vth Vanguard》主題曲                                     |
| 2007年   | |                                            |                |                                                                                 |
| 1月24日  | Riryka | Bravin' Bad Brew                           | 作曲/编曲      | 電視動畫《Venus Versus Virus》片頭曲                                            |
| 4月18日  | 水树奈奈 | Heart-shaped chant                         | 作曲/编曲      | PS2遊戲《光明之風》片頭曲                                                       |
| 5月22日  | 水树奈奈 | Pray                                       | 作曲/编曲      | 電視動畫《魔法少女奈葉StrikerS》插曲                                            |
| 11月14日 | 水树奈奈 | Orchestral Fantasia                        | 作曲/编曲      | 日本電視台《音樂戰士 MUSIC FIGHTER》2007年11月度POWER PLAY                      |
| 2008年   | |                                            |                |                                                                                 |
| 1月25日  | 榊原由依 |                                            | 作詞/作曲      | 電視動畫《H2O -FOOTPRINTS IN THE SAND-》片頭曲                                  |
| 2月6日   | 水樹奈奈 | Dancing in the velvet moon                 | 作詞/作曲      | 電視動畫《十字架與吸血鬼》片尾曲                                                |
| 2月14日  | 赤夜萌香（水樹奈奈） |                                            | 作曲           | 電視動畫《十字架與吸血鬼》角色歌                                                |
| 2月14日  | 仙童紫（古山貴實子） |                                            | 作曲           | 電視動畫《十字架與吸血鬼》角色歌                                                |
| 3月26日  | 白雪美逸（釘宮理惠） |                                            | 作曲/編曲      | 電視動畫《十字架與吸血鬼》角色歌                                                |
| 4月18日  | 矢田みこ |                                            | 編曲           | PC遊戲《》主題曲                                                                |
| 10月1日  | 水樹奈奈 | Trickster                                  | 作曲/編曲      | 多玩國《animelo mix》CM歌曲 日本電視台《音樂戰士 MUSIC FIGHTER》                |
| 10月1日  | 水樹奈奈 | DISCOTHEQUE                                | 作曲/編曲      | 電視動畫《十字架與吸血鬼 CAPU2》片頭曲 日本電視台《SUKKIRI!!》2008年9月度片尾曲 |
| 2月14日  | 飛蘭 | Dark Side of the Light                     | 作曲/編曲      | 電視動畫《食靈-零-》插曲                                                        |
| 2月14日  | 飛蘭 | if                                         | 作詞/作曲      | 電視動畫《食靈-零-》插曲                                                        |
| 2月14日  | yozuca* | AI                                         | 作詞/作曲      | 電視動畫《食靈-零-》插曲                                                        |
| 2月14日  | yozuca*×飛蘭 | Reincarnation                              | 作詞/作曲      | 電視動畫《食靈-零-》插曲                                                        |
| 10月29日 | 赤夜萌香（水樹奈奈） |                                            | 作曲           | 電視動畫《十字架與吸血鬼CAPU2》角色歌                                           |
| 2009年   | |                                            |                |                                                                                 |
| 1月21日  | 水树奈奈 | 深愛                                       | 作曲           | 電視動畫《白色相簿》前期片頭曲                                                  |
| 4月1日   | 如月千早（今井麻美） | arcadia                                    | 作曲           | PSP遊戲《偶像大師SP》歌曲                                                       |
| 6月3日   | 水树奈奈 | MARIA&JOKER                                | 作曲/編曲      | 水樹奈奈 7th專輯《ULTIMATE DIAMOND》收錄曲                                      |
| 7月1日   | KAZCO |                                            | 作曲/编曲      | PS3遊戲《白騎士物語 -遠古的鼓動-》片頭曲                                        |
| 7月1日   | KAZCO | 白騎士物語 -遠古的鼓動-》片尾曲            | 作曲/编曲      |                                                                                 |
| 7月22日  | 飞兰 | mind as Judgment                           | 作曲/编曲      | 電視動畫《CANAAN》片头曲                                                        |
| 10月21日 | 宮野真守 |                                            | 作詞/作曲      | PSP遊戲《歌之王子殿下》主題曲                                                   |
| 10月28日 | 水树奈奈 | 夢幻                                       | 作曲           | 電視動畫《白色相簿》後期片头曲                                                  |
| 11月11日 | 飞兰 | I sing by my soul                          | 作曲           | 飞兰 2nd單曲《I sing by my soul》收錄曲                                         |
| 11月26日 | 一之瀨時也（宮野真守） | BELIEVE☆MY VOICE                           | 作詞/作曲      | 電視動畫『歌之王子殿下 真愛1000%』插曲 PSP遊戲『歌之王子殿下 Repeat』插曲       |
| 11月26日 | 一十木音也（寺島拓篤） | TRUST☆MY DREAM                             | 作詞           | PSP遊戲『歌之王子殿下 Repeat』插曲                                              |
| 2010年   | |                                            |                |                                                                                 |
| 1月27日  | 四之宮那月（谷山紀章） |                                            | 作詞           | PSP遊戲《歌之王子殿下 Repeat》插曲                                              |
| 1月27日  | 栗林美奈实 |                                            | 作曲           | 電視動畫《刀语》片头曲                                                          |
| 2月10日  | 水樹奈奈 | UNCHAIN∞WORLD                              | 作曲           | NDS遊戲《無限邊疆EXCEED 超級機器人大戰OG SAGA》片頭曲                           |
| 2月24日  | S班 |                                            | 作曲           | PSP遊戲《歌之王子殿下 Repeat》插曲                                              |
| 2月24日  | A班 |                                            | 作詞           | PSP遊戲《歌之王子殿下 Repeat》插曲                                              |
| 6月30日  | ST☆RISH | Welcome to UTA☆PRI world!!                 | 作詞/作曲      | PSP遊戲《歌之王子殿下》主題曲                                                   |
| 6月30日  | 愛島塞西爾（鳥海浩輔） | DESTINY SONG                               | 作詞           | PSP遊戲《歌之王子殿下》角色歌                                                   |
| 7月7日   | 水樹奈奈 | NEXT ARCADIA                               | 作曲/編曲      | 水樹奈奈 8th專輯《IMPACT EXCITER》收錄曲                                        |
| 7月21日  | 飛蘭 |                                            | 作曲/編曲      | PS3遊戲《白騎士物語 -光與闇的覺醒-》片頭曲                                      |
| 7月21日  | 飛蘭 | PS3遊戲《白騎士物語 -光與闇的覺醒-》片尾曲 | 作曲/編曲      |                                                                                 |
| 9月22日  | 一十木音也（寺島拓篤） |                                            | 作詞           | PSP遊戲《歌之王子殿下-Amazing Aria-》插曲                                       |
| 9月22日  | 一ノ瀬時也（宮野真守） |                                            | 作詞/作曲      | PSP遊戲《歌之王子殿下-Sweet Serenade-》插曲                                     |
| 10月27日 | 飛蘭 | Last vision for last                       | 作曲/編曲      | 電視動畫《百花繚亂 SAMURAI GIRLS》片頭曲                                        |
| 11月10日 | 四之宮那月（谷山紀章） |                                            | 作詞           | PSP遊戲《歌之王子殿下-Amazing Aria-》插曲                                       |
| 12月15日 | Lia（Veil） |                                            | 作曲           | PSP游戏《光明之心》主题曲                                                       |
| 12月22日 | 四之宮那月（谷山紀章）、來栖翔（下野紘） |                                            | 作詞           | Drama CD《歌之王子殿下》印象曲                                                  |
| 2011年   | |                                            |                |                                                                                 |
| 2月9日   | 一之瀨時也（宮野真守）、神宮寺蓮（諏訪部順一）、來栖翔（下野紘）                                                                                               |                                            | 作曲           | PSP遊戲《歌之王子殿下-Sweet Serenade-》主題曲                                   |
| 2月23日  | 一十木音也（寺島拓篤）、一之瀨時也（宮野真守） | ROULETTE                                   | 作词           | Drama CD《歌之王子殿下》印象曲                                                  |
| 5月27日  | Nomico |                                            | 作词/作曲      | 電視動畫《架向星空之橋》片頭曲                                                  |
| 6月8日   | 小野寺樺戀（清水愛） |                                            | 作曲/編曲      | 電視動畫《拜託了☆雙子星》角色歌                                                 |
| 7月13日  | 宮野真守 |                                            | 作词/作曲      | 電視動畫《歌之王子殿下 真愛1000%》片头曲                                        |
| 7月20日  | ST☆RISH |                                            | 作词/作曲      | 電視動畫《歌之王子殿下 真愛1000%》片尾曲                                        |
| 7月20日  | ST☆RISH |                                            | 作词           | 電視動畫《歌之王子殿下 真愛1000%》插曲                                          |
| 7月27日  | 一十木音也（寺島拓篤） | BRAND NEW MELODY                           | 作词           | 電視動畫《歌之王子殿下 真愛1000%》插曲                                          |
| 8月3日   | 聖川真斗（鈴村健一） | Knocking on the mind                       | 作词           | 電視動畫《歌之王子殿下 真愛1000%》插曲                                          |
| 8月10日  | 神宮寺蓮（諏訪部順一） |                                            | 作词           | 電視動畫《歌之王子殿下 真愛1000%》插曲                                          |
| 8月17日  | 來栖翔（下野紘） |                                            | 作词           | 電視動畫《歌之王子殿下 真愛1000%》插曲                                          |
| 8月24日  | 四之宮那月（谷山紀章） |                                            | 作词           | 電視動畫《歌之王子殿下 真愛1000%》插曲                                          |
| 8月24日  | 四之宮那月（谷山紀章） | Top Star Revolution                        | 作词           | 電視動畫《歌之王子殿下 真愛1000%》插曲                                          |
| 8月31日  | 一之濑时也（宮野真守） |                                            | 作词           | 電視動畫《歌之王子殿下 真愛1000%》插曲                                          |
| 8月31日  | 一之濑时也（宮野真守） | My Little Little Girl                      | 作曲           | PSP游戏《歌之王子殿下Debut》插曲                                                |
| 11月9日  | 美風藍（蒼井翔太）、四之宮那月（谷山紀章）、來栖翔（下野紘）                                                                                                   | Triangle Beat                              | 作詞           | PSP游戏《歌之王子殿下Debut》插曲                                                |
| 11月23日 | 水樹奈奈 | ROMANCERS' NEO                             | 作曲           | PSP遊戲《魔法少女奈葉A's PORTABLE -THE GEARS OF DESTINY-》主題曲                |
| 12月21日 | 壽嶺二（森久保祥太郎）、一十木音也（寺島拓篤）、一之瀨時也（宮野真守）                                                                                         |                                            | 作词           | PSP遊戲《歌之王子殿下 Debut》插曲                                               |
| 12月21日 | HAYATO（宮野真守） |                                            | 作词           | 電視動畫《歌之王子殿下 真愛1000%》插曲                                          |
| 2012年   | |                                            |                |                                                                                 |
| 1月11日  | 水樹奈奈 | Synchrogazer                               | 作曲/編曲      | 電視動畫《戰姬绝唱SYMPHOGEAR》片頭曲                                            |
| 1月25日  | 雙翼（水樹奈奈×高山南） | 逆光のフリューゲル                         | 作詞/作曲      | 電視動畫《戰姬绝唱SYMPHOGEAR》插曲                                              |
| 2月22日  | 七海春歌（澤城美雪） |                                            | 作詞           | 電視動畫《歌之王子殿下 真愛1000%》插曲                                          |
| 2月29日  | 立花響（悠木碧） |                                            | 作詞           | 電視動畫《戰姬绝唱SYMPHOGEAR》插曲                                              |
| 3月14日  | 風鳴翼（水樹奈々） |                                            | 作詞           | 電視動畫《戰姬绝唱SYMPHOGEAR》插曲                                              |
| 3月14日  | 風鳴翼（水樹奈々） | FLIGHT FEATHERS                            | 作詞           | 電視動畫《戰姬绝唱SYMPHOGEAR》插曲                                              |
| 3月21日  | 茅原実里 | Celestial Diva                             | 作曲           | iOS、Android版遊戲《Chaos Rings》主題曲                                         |
| 3月28日  | 雪音克莉絲（高垣彩陽） |                                            | 作詞/作曲      | 電視動畫《戰姬绝唱SYMPHOGEAR》插曲                                              |
| 3月28日  | 雪音克莉絲（高垣彩陽） |                                            | 作詞/作曲      | 電視動畫《戰姬绝唱SYMPHOGEAR》插曲                                              |
| 5月23日  | 飛蘭 | WHITE justice                              | 作曲           | 電視動畫《機動戰士鋼彈AGE》3rd片尾曲                                            |
| 6月27日  | 小日向未來（井口裕香） |                                            | 作詞           | 電視動畫《戰姬绝唱SYMPHOGEAR》角色歌                                            |
| 7月25日  | QUARTET★NIGHT | QUARTET★NIGHT                              | 作詞           | PSP遊戲《歌之王子殿下 All Star》主題曲                                          |
| 7月25日  | ST☆RISH | RAINBOW☆DREAM                              | 作詞           | PSP遊戲《歌之王子殿下 All Star》插曲                                            |
| 8月22日  | 壽嶺二（森久保祥太郎） |                                            | 作詞           | PSP遊戲《歌之王子殿下 All Star》插曲                                            |
| 8月22日  | 美風藍（蒼井翔太） | WinterBlossom                              | 作詞           | PSP遊戲《歌之王子殿下 All Star》插曲                                            |
| 9月5日   | 黑崎蘭丸（鈴木達央） | BRIGHT ROAD                                | 作詞           | PSP遊戲《歌之王子殿下 All Star》插曲                                            |
| 9月5日   | 卡繆（前野智昭） |                                            | 作詞           | PSP遊戲《歌之王子殿下 All Star》插曲                                            |
| 9月26日  | 壽嶺二×黑崎蘭丸（森久保祥太郎×鈴木達央） | RISE AGAIN                                 | 作詞           | PSP遊戲《歌之王子殿下 All Star》插曲                                            |
| 9月26日  | 美風藍×卡繆（蒼井翔太×前野智昭） |                                            | 作詞           | PSP遊戲《歌之王子殿下 All Star》插曲                                            |
| 9月26日  | 小野大輔 | Lunar Maria                                | 作詞/作曲      | PSP遊戲《諸神的惡作劇》主題曲                                                   |
| 11月21日 | Lia |                                            | 作詞/作曲      | PSP游戏《光明之刃》主题曲                                                       |
| 11月28日 | 黑崎蘭丸×愛島塞西爾（鈴木達央×鳥海浩輔） |                                            | 作詞/作曲      | 電視動畫、遊戲《歌之王子殿下》角色歌                                            |
| 12月12日 | 水樹奈奈 | Lovely Fruit                               | 作曲/編曲      | 電視動畫《美食獵人TORIKO》6代目片尾曲                                           |
| 12月12日 | 水樹奈奈 | 奇跡のメロディア                           | 作曲           | PSP游戏《光明之舟》主題曲                                                       |
| 2013年   | |                                            |                |                                                                                 |
| 2月20日  | ウルトラレア | ENDLESS☆FIGHTER                            | 作曲           | 電視動畫《卡片鬥爭先導者－王牌連接篇》1st片尾曲                                 |
| 4月10日  | 宮野真守 |                                            | 作词/作曲      | 電視動畫《歌之王子殿下 真愛2000%》片头曲                                        |
| 4月24日  | ST☆RISH |                                            | 作词/作曲      | 電視動畫《歌之王子殿下 真愛2000%》片尾曲                                        |
| 4月24日  | ST☆RISH |                                            | 作词           | 電視動畫《歌之王子殿下 真愛2000%》插曲                                          |
| 5月1日   | 來栖翔（下野紘） | TRUE WING                                  | 作词           | 電視動畫《歌之王子殿下 真愛2000%》插曲                                          |
| 5月1日   | 來栖翔（下野紘） | CHALLENGE!                                 | 作词           | 電視動畫《歌之王子殿下 真愛2000%》角色歌                                        |
| 5月8日   | 聖川真斗（鈴村健一） | Sanctuary                                  | 作词           | 電視動畫《歌之王子殿下 真愛2000%》角色歌                                        |
| 5月8日   | 聖川真斗（鈴村健一） | 電視動畫《歌之王子殿下 真愛2000%》插曲     | 作词           |                                                                                 |
| 5月15日  | 一十木音也（寺島拓篤） | SMILE MAGIC                                | 作词           |                                                                                 |
| 5月15日  | 一十木音也（寺島拓篤） | HORIZON                                    | 作词           | 電視動畫《歌之王子殿下 真愛2000%》角色歌                                        |
| 5月22日  | 神宮寺蓮（諏訪部順一） | FREEDOM                                    | 作词           | 電視動畫《歌之王子殿下 真愛2000%》角色歌                                        |
| 5月22日  | 神宮寺蓮（諏訪部順一） | 電視動畫《歌之王子殿下 真愛2000%》插曲     | 作词           |                                                                                 |
| 5月29日  | 四之宮那月（谷山紀章） |                                            | 作词           |                                                                                 |
| 5月29日  | 四之宮那月（谷山紀章） | ☆YELL☆                                     | 作词           | 電視動畫《歌之王子殿下 真愛2000%》角色歌                                        |
| 6月5日   | 愛島塞西爾（鳥海浩輔） | Happiness                                  | 作词           | 電視動畫《歌之王子殿下 真愛2000%》角色歌                                        |
| 6月5日   | 愛島塞西爾（鳥海浩輔） | 電視動畫《歌之王子殿下 真愛2000%》插曲     | 作词           |                                                                                 |
| 6月12日  | 一之瀨時也（宮野真守） | CRYSTAL TIME                               | 作词           |                                                                                 |
| 6月12日  | 一之瀨時也（宮野真守） | Independence                               | 作词           | 電視動畫《歌之王子殿下 真愛2000%》角色歌                                        |
| 6月26日  | 蒼井翔太 | ブルーバード                               | 作词/作曲      | 朝日電視台《BREAK OUT》2013年6月度片頭曲                                        |
| 6月26日  | QUARTET NIGHT |                                            | 作词/作曲      | 電視動畫《歌之王子殿下 真愛2000%》插曲                                          |
| 7月17日  | 瑪麗亞×風鳴翼（日笠陽子×水樹奈奈） |                                            | 作词/作曲      | 電視動畫《战姬绝唱SYMPHOGEAR G》插曲                                            |
| 7月24日  | 立花響（悠木碧） |                                            | 作詞           | 電視動畫《战姬绝唱SYMPHOGEAR G》插曲                                            |
| 7月24日  | 立花響（悠木碧） | Rainbow Flower                             | 作詞/作曲      | 電視動畫《战姬绝唱SYMPHOGEAR G》插曲                                            |
| 7月31日  | 水树奈奈 | Vitalization                               | 作曲/编曲      | 電視動畫《战姬绝唱SYMPHOGEAR G》片头曲                                          |
| 8月7日   | 瑪麗亞・卡登扎夫娜・伊芙（日笠陽子） |                                            | 作詞/作曲      | 電視動畫《战姬绝唱SYMPHOGEAR G》插曲                                            |
| 8月7日   | 瑪麗亞・卡登扎夫娜・伊芙（日笠陽子） | Dark Oblivion                              | 作曲           | 電視動畫《战姬绝唱SYMPHOGEAR G》插曲                                            |
| 8月7日   | KOTOKO×佐藤裕美 |                                            | 作曲           | 電視動畫《拜託了☆雙子星》10周年主題曲                                           |
| 8月21日  | 風鳴翼（水树奈奈） |                                            | 作词/作曲/编曲 | 電視動畫《战姬绝唱SYMPHOGEAR G》角色歌                                          |
| 8月21日  | 風鳴翼（水树奈奈） |                                            | 作词           | 電視動畫《战姬绝唱SYMPHOGEAR G》插曲                                            |
| 8月28日  | 月讀調（南條愛乃） |                                            | 作词           | 電視動畫《战姬绝唱SYMPHOGEAR G》插曲                                            |
| 8月28日  | 月讀調（南條愛乃） | PRACTICE MODE                              | 作词           | 電視動畫《战姬绝唱SYMPHOGEAR G》角色歌                                          |
| 9月4日   | 雪音克莉絲（高垣彩陽） | Bye-Bye Lullaby                            | 作词/作曲      | 電視動畫《战姬绝唱SYMPHOGEAR G》插曲                                            |
| 9月4日   | 雪音克莉絲（高垣彩陽） |                                            | 作词/作曲      | 電視動畫《战姬绝唱SYMPHOGEAR G》插曲                                            |
| 9月11日  | 曉切歌（茅野愛衣） |                                            | 作词           | 電視動畫《战姬绝唱SYMPHOGEAR G》插曲                                            |
| 9月11日  | 曉切歌（茅野愛衣） | 電視動畫《战姬绝唱SYMPHOGEAR G》角色歌     | 作词           |                                                                                 |
| 9月18日  | 小日向未来（井口裕香） |                                            | 作词           |                                                                                 |
| 9月18日  | 小日向未来（井口裕香） | 電視動畫《战姬绝唱SYMPHOGEAR G》插曲       | 作词           |                                                                                 |
| 9月25日  | 愛島塞西爾（鳥海浩輔） |                                            | 作词           | 電視動畫《歌之王子殿下 真愛2000%》插曲                                          |
| 9月25日  | 四之宮那月（谷山紀章） |                                            | 作词           | 電視動畫《歌之王子殿下 真愛2000%》插曲                                          |
| 10月2日  | 瑪麗亞×莎麗娜（日笠陽子×堀江由衣） | Apple                                      | 作詞/作曲/編曲 | 電視動畫《战姬绝唱SYMPHOGEAR G》插曲                                            |
| 10月23日 | 水树奈奈×T.M.Revolution | 革命DUALISM                                | 作曲           | 電視動畫《革命機Valvrave》後期片头曲                                            |
| 11月27日 | HE★VENS | HE★VENS GATE                               | 作詞           | 電視動畫《歌之王子殿下 真愛2000%》插曲                                          |
| 12月25日 | Shining Star | Shining Star Xmas                          | 作詞           | 電視動畫《歌之王子殿下 真愛2000%》插曲                                          |
| 12月25日 | 壽嶺二（森久保祥太郎）、美風藍（蒼井翔太）、四之宮那月（谷山紀章）                                                                                             |                                            | 作詞           | Drama CD《歌之王子殿下 Masquerade Mirage》主題曲                                |
| 2014年   | |                                            |                |                                                                                 |
| 1月15日  | 蒼井翔太 | Virginal                                   | 作詞/作曲      | 蒼井翔太 1st單曲《Virginal》收錄曲                                              |
| 1月29日  | 一十木音也（寺島拓篤）、聖川真斗（鈴村健一）、來栖翔（下野紘） 、愛島塞西爾（鳥海浩輔）                                                                        |                                            | 作詞/作曲      | Drama CD《天下無敵的忍者之路》主題曲                                            |
| 2月26日  | 卡繆（前野智昭）、一之瀨時也（宮野真守）、神宮寺蓮（諏訪部順一） 、黑崎蘭丸（鈴木達央）                                                                        | JOKER TRAP                                 | 作詞           | Drama CD《JOKER TRAP》主題曲                                                    |
| 3月5日   | 月讀調×曉切歌（南條愛乃×茅野愛衣） | Edge Works of Goddess ZABABA               | 作詞           | 電視動畫《战姬绝唱SYMPHOGEAR G》插曲                                            |
| 3月5日   | 立花響（悠木碧）、風鳴翼（水樹奈奈）、雪音克莉絲（高垣彩陽）、 瑪麗亞・卡登扎夫娜・伊芙（日笠陽子）、月讀調（南條愛乃）、 曉切歌（茅野愛衣）                   |                                            | 作詞/作曲      | 電視動畫《战姬绝唱SYMPHOGEAR G》插曲                                            |
| 3月5日   | 立花響（悠木碧）、風鳴翼（水樹奈奈）、雪音克莉絲（高垣彩陽）、 瑪麗亞・卡登扎夫娜・伊芙（日笠陽子）、月讀調（南條愛乃）、 曉切歌（茅野愛衣）、天羽奏（高山南） |                                            | 作詞/作曲      | 電視動畫《战姬绝唱SYMPHOGEAR G》插曲                                            |
| 4月16日  | 水樹奈奈 | VIRGIN CODE                                | 作曲           | 水樹奈奈 10th專輯《SUPERNAL LIBERTY》片頭曲                                     |
| 4月30日  | 阿波羅（入野自由）、黑帝斯（小野大輔）、月人（上村祐翔） 、尊（豐永利行）、巴德爾（神谷浩史）、洛基（細谷佳正）                                                | TILL THE END                               | 作曲           | 電視動畫《諸神的惡作劇》片頭曲                                                  |
| 5月14日  | 榊原由依 |                                            | 作詞/作曲      | 電視動畫《星刻龍騎士》片頭曲                                                    |
| 8月6日   | 蒼井翔太 | TRUE HEARTS                                | 作曲           | 蒼井翔太 2nd單曲《TRUE HEARTS》收錄曲                                           |
| 9月10日  | 新田惠海 |                                            | 作曲           | 新田恵海 1st單曲《笑顔と笑顔で始まるよ！》收錄曲                                |
| 11月12日 | 新田惠海 |                                            | 作詞/作曲      | iOS、Andriod遊戲《Chaos RingsIII》                                              |
| 12月3日  | 蒼井翔太 | 秘密のクチヅケ                             | 作詞/作曲      | 朝日電視台《BREAK OUT》2014年12月度片頭曲                                       |
| 2015年   | |                                            |                |                                                                                 |
| 2月28日  | 新田惠海 |                                            | 作曲           | 電視動畫《偵探歌劇 少女福爾摩斯 TD》片尾曲                                      |
| 2月28日  | 新田惠海 | Online游戏《Sky Lore》主题曲               | 作曲           |                                                                                 |
| 4月8日   | ST☆RISH |                                            | 作詞/作曲      | 電視動畫《歌之王子殿下 真愛革命》片尾曲                                         |
| 4月8日   | ST☆RISH |                                            | 作詞           | 電視動畫《歌之王子殿下 真愛革命》插曲                                           |
| 4月15日  | 宮野真守 |                                            | 作曲           | 電視動畫《歌之王子殿下 真愛革命》片頭曲                                         |
| 4月22日  | 一十木音也（寺島拓篤） |                                            | 作詞           | 電視動畫《歌之王子殿下 真愛革命》角色歌                                         |
| 4月22日  | 四之宮那月（谷山紀章） | The New World                              | 作詞/作曲      | 電視動畫《歌之王子殿下 真愛革命》角色歌                                         |
| 4月22日  | 一十木音也×四之宮那月（寺島拓篤×谷山紀章） | EMOTIONAL LIFE                             | 作詞/作曲      | 電視動畫《歌之王子殿下 真愛革命》插曲                                           |
| 4月29日  | 美風藍（蒼井翔太） | Innocent Wind                              | 作詞           | 電視動畫《歌之王子殿下 真愛革命》插曲                                           |
| 4月29日  | 美風藍（蒼井翔太） |                                            | 作詞/作曲      | 電視動畫《歌之王子殿下 真愛革命》角色歌                                         |
| 5月8日   | 愛島塞西爾（鳥海浩輔） | GREEN AMBITION                             | 作詞/作曲      | 電視動畫《歌之王子殿下 真愛革命》角色歌                                         |
| 5月8日   | 神宮寺蓮（諏訪部順一） | Mellow×2 Chu                               | 作詞           | 電視動畫《歌之王子殿下 真愛革命》角色歌                                         |
| 5月8日   | 來栖翔（下野紘） |                                            | 作詞           | 電視動畫《歌之王子殿下 真愛革命》角色歌                                         |
| 5月8日   | 神宮寺蓮（諏訪部順一）、來栖翔（下野紘）、愛島塞西爾（鳥海浩輔）                                                                                               | Code:T.V.U                                 | 作詞           | 電視動畫《歌之王子殿下 真愛革命》插曲                                           |
| 5月13日  | 卡繆（前野智昭） | Saintly Territory                          | 作詞           | 電視動畫《歌之王子殿下 真愛革命》插曲                                           |
| 5月13日  | 卡繆（前野智昭） | Double face                                | 作詞/作曲      | 電視動畫《歌之王子殿下 真愛革命》角色歌                                         |
| 5月20日  | 黑崎蘭丸（鈴木達央） | No.1                                       | 作詞/作曲      | 電視動畫《歌之王子殿下 真愛革命》角色歌                                         |
| 5月20日  | 黑崎蘭丸（鈴木達央） | ONLY ONE                                   | 作詞/作曲      | 電視動畫《歌之王子殿下 真愛革命》插曲                                           |
| 5月27日  | 聖川真斗×一之瀨時也（鈴村健一×宮野真守） | ORIGINAL RESONANCE                         | 作詞/作曲      | 電視動畫《歌之王子殿下 真愛革命》插曲                                           |
| 5月27日  | 聖川真斗（鈴村健一） |                                            | 作詞           | 電視動畫《歌之王子殿下 真愛革命》角色歌                                         |
| 5月27日  | 一之瀨時也（宮野真守） | SECRET LOVER                               | 作詞           | 電視動畫《歌之王子殿下 真愛革命》角色歌                                         |
| 6月3日   | 壽嶺二（森久保祥太郎） |                                            | 作詞           | 電視動畫《歌之王子殿下 真愛革命》角色歌                                         |
| 6月3日   | 壽嶺二（森久保祥太郎） | NEVER...                                   | 作詞/作曲      | 電視動畫《歌之王子殿下 真愛革命》角色歌                                         |
| 7月8日   | 瑪麗亞×風鳴翼（日笠陽子×水樹奈奈） |                                            | 作詞/作曲      | 電視動畫《战姬绝唱SYMPHOGEAR GX》插曲                                           |
| 7月15日  | 立花響（悠木碧） |                                            | 作詞/作曲      | 電視動畫《战姬绝唱SYMPHOGEAR GX》插曲                                           |
| 7月15日  | 立花響（悠木碧） | 作詞                                       |                | 電視動畫《战姬绝唱SYMPHOGEAR GX》插曲                                           |
| 7月22日  | 水树奈奈 | Exterminate                                | 作曲           | 電視動畫《战姬绝唱SYMPHOGEAR GX》片头曲                                         |
| 8月12日  | 風鳴翼（水樹奈奈） | Beyond the BLADE                           | 作詞           | 電視動畫《战姬绝唱SYMPHOGEAR GX》插曲                                           |
| 8月12日  | 風鳴翼（水樹奈奈） |                                            | 作詞/作曲      | 電視動畫《战姬绝唱SYMPHOGEAR GX》角色歌                                         |
| 8月19日  | 雪音克莉絲（高垣彩陽） |                                            | 作詞/作曲      | 電視動畫《战姬绝唱SYMPHOGEAR GX》角色歌                                         |
| 8月19日  | 雪音克莉絲（高垣彩陽） | TRUST HEART                                | 作詞           | 電視動畫《战姬绝唱SYMPHOGEAR GX》插曲                                           |
| 8月26日  | 曉切歌（茅野愛衣） |                                            | 作詞           | 電視動畫《战姬绝唱SYMPHOGEAR GX》插曲                                           |
| 8月26日  | 曉切歌（茅野愛衣） |                                            | 作詞/作曲      | 電視動畫《战姬绝唱SYMPHOGEAR GX》角色歌                                         |
| 9月2日   | 月讀調（南條愛乃） | SENSE OF DISTANCE                          | 作詞/作曲      | 電視動畫《战姬绝唱SYMPHOGEAR GX》角色歌                                         |
| 9月2日   | 月讀調（南條愛乃） |                                            | 作詞           | 電視動畫《战姬绝唱SYMPHOGEAR GX》插曲                                           |
| 9月2日   | 蒼井翔太 | MURASAKI                                   | 作曲           | 舞台《PRINCE KAGUYA》片尾曲主題曲 朝日電視台《BREAK OUT》2015年9月度片頭曲      |
| 9月9日   | 瑪麗亞・卡登扎夫娜・伊芙（日笠陽子） |                                            | 作詞/作曲      | 電視動畫《战姬绝唱SYMPHOGEAR GX》插曲                                           |
| 9月9日   | 瑪麗亞・卡登扎夫娜・伊芙（日笠陽子） | 電視動畫《战姬绝唱SYMPHOGEAR GX》角色歌    | 作詞/作曲      |                                                                                 |
| 9月30日  | ST☆RISH |                                            | 作詞           | 電視動畫、遊戲《歌之王子殿下》印象曲                                            |
| 9月30日  | QUARTET★NIGHT | Starlight Memory                           | 作詞           | 電視動畫、遊戲《歌之王子殿下》印象曲                                            |
| 9月30日  | 卡蘿・瑪爾斯・丁海姆（水瀨祈） |                                            | 作詞           | 電視動畫《战姬绝唱SYMPHOGEAR GX》插曲                                           |
| 9月30日  | 卡蘿・瑪爾斯・丁海姆（水瀨祈） | tomorrow                                   | 作詞/作曲      | 電視動畫《战姬绝唱SYMPHOGEAR GX》角色歌                                         |
| 9月30日  | 立花響（悠木碧）、風鳴翼（水樹奈奈）、雪音克莉絲（高垣彩陽）                                                                                                   | RADIANT FORCE                              | 作詞/作曲      | 電視動畫《战姬绝唱SYMPHOGEAR GX》插曲                                           |
| 9月30日  | 月讀調×曉切歌（南條愛乃×茅野愛衣） | Just Loving X-Edge                         | 作詞           | 電視動畫《战姬绝唱SYMPHOGEAR GX》插曲                                           |
| 10月14日 | Triad Primus | Trancing Pulse                             | 作曲           | 電視動畫《偶像大師 灰姑娘女孩》插曲                                             |
| 10月21日 | 新田惠海 | EMUSIC                                     | 作曲           | 新田惠海 1st專輯《EMUSIC》收錄曲                                                |
| 11月11日 | 水树奈奈 | Glorious Break                             | 作曲           | 電視動畫《战姬绝唱SYMPHOGEAR GX》插曲                                           |
| 11月25日 | 風鳴翼×雪音克莉絲（水樹奈奈×高垣彩陽） | BAYONET CHARGE                             | 作詞           | 電視動畫《战姬绝唱SYMPHOGEAR GX》插曲                                           |
| 11月25日 | 立花響（悠木碧）、風鳴翼（水樹奈奈）、雪音克莉絲（高垣彩陽）                                                                                                   | RADIANT FORCE（IGNITED arrangement）       | 作詞/作曲      | 電視動畫《战姬绝唱SYMPHOGEAR GX》插曲                                           |
| 12月23日 | 瑪麗亞・卡登扎夫娜・伊芙（日笠陽子） |                                            | 作詞/作曲      | 電視動畫《战姬绝唱SYMPHOGEAR GX》插曲                                           |
| 12月23日 | 月讀調×曉切歌（南條愛乃×茅野愛衣） | Just Loving X-Edge（IGNITED arrangement）  | 作詞           | 電視動畫《战姬绝唱SYMPHOGEAR GX》插曲                                           |

## 註解
1. ↑  .   [2012-07-03]. （原始内容存档于2020-08-20）.
2. ↑  一之瀨時也（宮野真守）、神宮寺蓮（諏訪部順一）、來栖翔（下野紘）
3. ↑  一十木音也（寺島拓篤）、聖川真斗（鈴村健一）、四之宮那月（谷山紀章）
4. ↑  一十木音也（寺島拓篤）、聖川真斗（鈴村健一）、四之宮那月（谷山紀章）、一之瀨時也（宮野真守）、神宮寺蓮（諏訪部順一）、來栖翔（下野紘）、愛島塞西爾（鳥海浩輔）
5. ↑  壽嶺二（森久保祥太郎）、黑崎蘭丸（鈴木達央）、美風藍（蒼井翔太）、卡繆（前野智昭）
6. ↑  南條愛乃、三森鈴子、寺川愛美
7. ↑  鳳瑛一（綠川光）、皇綺羅（小野大輔）、帝凪（代永翼）
8. ↑  ST☆RISH、QUARTET★NIGHT

## 外部連結
- 上松範康的X（前Twitter）